# Skibergsteigen (Wettkampf)

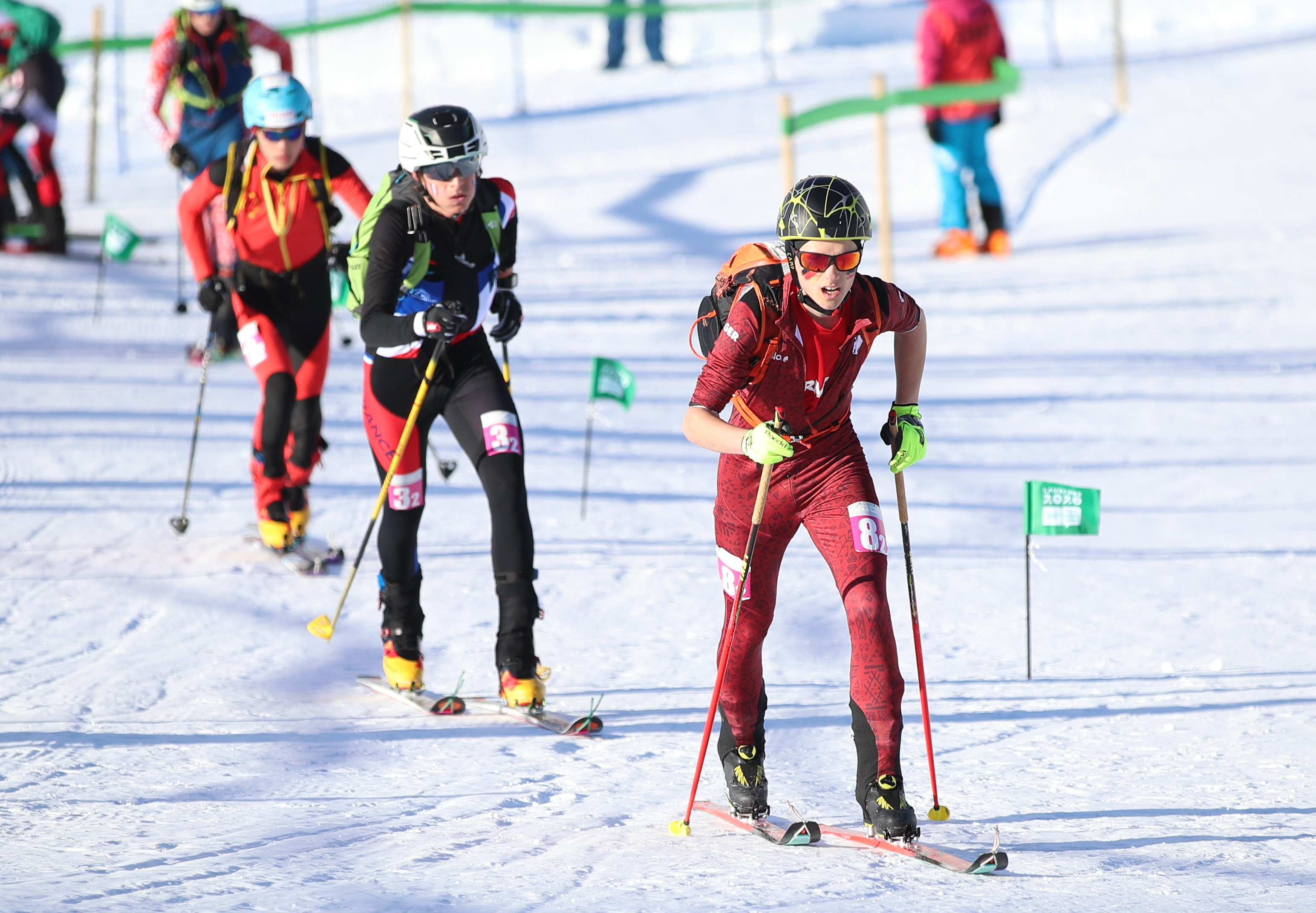
Skibergsteigen Mixed-Staffel bei den Olympischen Winterspielen der Jugend 2020 in Lausanne

Skibergsteigen oder Wettkampfskibergsteigen, häufig auch Skimo genannt als Abkürzung für „Ski Mountaineering“, dem englischen Begriff für Skibergsteigen, ist die als Wettkampf ausgetragene Form des Skitourengehens. Skimo entwickelte sich aus dem Teamwettbewerb des Schweizer militärischen Skibergsteigerrennens, Patrouille des Glaciers (PdG). Skibergsteigen war bereits bei den Olympischen Jugend-Winterspielen 2020 in Lausanne vertreten und wird bei den Olympischen Winterspielen 2026 in Mailand und Cortina d’Ampezzo vertreten sein. Die fünf klassischen Wettkampfdisziplinen sind Sprint (kurz mit Aufstieg, Abfahrt und Tragepassage), Vertical (langer Aufstieg ohne Tragepassage), Individual (Aufstiege, Abfahrten und Tragepassagen) und Relay (Aufstiege, Abfahrten sowie Trage- und technische Passagen) und Team (Aufstiege und Abfahrten, die oft in hochalpinem Gelände verlaufen).

## Wettkampfregeln
Die 2008 gegründete International Ski Mountaineering Federation (ISMF) bildet den Skibergsteigen-Dachverband. Sie richtet Wettkämpfe auf internationaler Ebene aus und wurde durch das Internationale Olympische Komitee (IOC) im April 2014 anerkannt. Für nationale Meisterschaften in Österreich bzw. Deutschland sowie Landesmeisterschaften sind zusätzlich die Reglements der nationalen Fachverbände Österreichischer Skiverband (ÖSV) bzw. Deutscher Alpenverein (DAV) einzuhalten. Der Schweizer Alpen-Club SAC integrierte die Kommission Skitourenrennen in der Abteilung „Wettkampfsport“.

### Kategorien
Wettkämpfe im Skibergsteigen werden gemäß der „Skimo Austria Basisreglement Skibergsteigen 2023/2024“ nach Altersklassen getrennt in sieben Kategorien durchgeführt: U12: die 11- bis 12-Jährigen, U14: die 13- bis 14-Jährigen, U16: die 15- bis 16-Jährigen, U18: die 17- bis 18-Jährigen, U20: die 19- bis 20-Jährigen, Senior: die 21- bis 45-Jährigen und Masters: über 46-Jährigen. Für Frauen und Männer gelten die gleichen Kategorien.

### Disziplinen
Beim Wettkampfskibergsteigen gibt es fünf Disziplinen.
Sprint: Die Rennen sind meist Rundkurse und haben einen kurzen, variierenden Kurs mit Aufstieg, Abfahrt und einer Tragepassage. Sprint findet in der Qualifizierungsphase als Einzelrennen mit einer Startfrequenz von 20 Sekunden statt. Im Final wird in Heats (vgl. Heatrennen im Pferdesport) d. h. in Gruppen mit sechs Personen gestartet. In allen Kategorien sind 70 bis 100 Höhenmeter bergauf zu überwinden. Entscheidender Faktor sind oft die Tragepassagen zwischen Aufstieg und Abfahrt, in denen die Steigfelle von den Ski genommen und die Ski am Rucksack befestigt werden müssen.
Vertical: Die Rennen haben einen durchgehenden Aufstieg auf Ski mit aufgezogenen Fellen, wobei das Ziel oben am Berg liegt. Sie sollten keine Tragepassagen enthalten. Die zu überwindende Höhendifferenz variiert je nach Kategorie, sollte aber 700 Höhenmeter nicht überschreiten. Bei diesem Rennen zählt hauptsächlich die Ausdauerleistung der Athleten und Athletinnen.
Individual: Die Einzelrennen haben mindestens drei Aufstiege und Abfahrten im freien Gelände mit bis zu 1900 Höhenmeter bergauf. Der längste Aufstieg sollte jedoch nicht 50 Prozent des Gesamtaufstieges überschreiten. Etwa 85 Prozent der Höhenmeter müssen auf Ski bewältigt werden. Die Tragepassage sollte ungefähr fünf Prozent des Rennens ausmachen. Höchstens zehn Prozent sollten technische Abschnitte sein. Individual gilt als die Königsdisziplin des Wettkampfskibergsteigens.
Relay: Die Staffelrennen werden mit drei bis vier Teilnehmern durchgeführt. Der Parcours ist als Rundkurs ausgelegt und die Teilnehmer einer jeden Staffel starten einzeln einer nach dem anderen, wobei immer nur ein Läufer im Rennen ist. Der Kurs hat zwei Aufstiege und Abfahrten sowie eine kurze Tragepassage. Die Höhendifferenz liegt zwischen 150 m und 180 m.
Team: Die Rennen sind die traditionellste Form diese Sports, da alle historischen Rennen als Mannschaftsrennen ausgetragen wurden. Für die ISMF-Rangliste bestehen die Teams aus zwei oder drei Personen desselben Geschlechts und derselben Altersklasse. Der Parcours entspricht dem Individual-Rennen, verläuft aber häufig in hochalpinem Gelände über Berggipfel, wobei die Teilnehmer mit Klettergurt, Seil und Steigeisen schwierigste Eisrinnen (Couloirs) durchsteigen. Die Abfahrten erfolgen abseits der Pisten. Ein normales Team-Rennen dauert etwa drei Stunden und umfasst einen Gesamthöhenunterschied von ca. 2000 m. Einige Langstreckenwettkämpfe führen aber über viel längere Strecken und können mehr als einen Tag dauern.

### Verpflichtende Ausrüstung
Die Ausrüstung zum Skibergsteigen ist verpflichtend für jeden Läufer mitzuführen. Sie muss handelsüblich sein und darf nicht verändert werden. In Verticalrennen und Sprintrennen können einzelne Gegenstände vom Veranstalter weggelassen werden, sofern die Strecke und die Wetterbedingungen dies erlauben. Es ist dies jedoch ausdrücklich eine „Kann“-Bestimmung und unterliegt der Verantwortung des Veranstalters für eine sichere Durchführung des Wettbewerbs.
| Ausrüstungsgegenstand                   | Individual und Team | Sprint und Relay | Vertical |
| --------------------------------------- | ------------------- | ---------------- | -------- |
| Ski, Bindung, Stöcke, 1 Paar Steigfelle | Pflicht             | Pflicht          | Pflicht  |
| Helm                                    | Pflicht             | Pflicht          | Kann     |
| Handschuhe, Rucksack                    | Pflicht             | Pflicht          | Kann     |
| 3. Bekleidungsschicht Oberkörper        | Pflicht             | Kann             | Kann     |
| 2. Bekleidungsschicht Unterkörper       | Pflicht             | Kann             | Kann     |
| LVS-Gerät                               | Pflicht             | Kann             | Kann     |
| Schaufel, Sonde, Rettungsdecke          | Pflicht             | Kann             | Kann     |
| Brille, Signalpfeife                    | Pflicht             | Kann             | Kann     |

### Markierung der Strecke

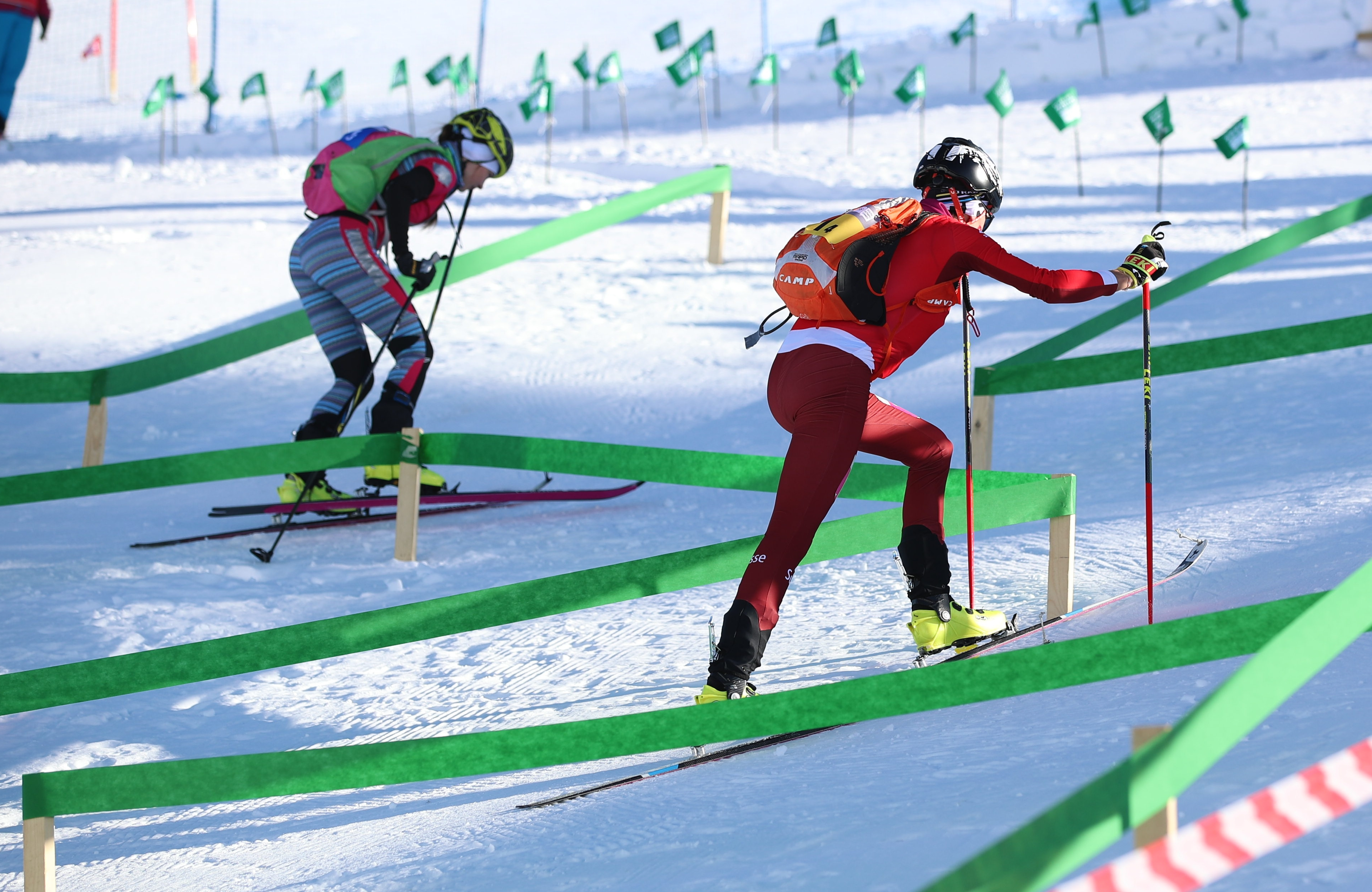
Teilnehmer einer Mixed Relay im Aufstieg, der erst mit Bändern, später mit Fähnchen markiert ist

Der Parcours eines Skibersteigenwettbewerbs ist eindeutig markiert. Die Wegführung ist hierfür mit Schildern angezeigt. Richtungsangaben müssen befolgt werden, wobei folgende Farbkennzeichnung durch Bänder und/oder Fähnchen gilt: Grün bedeutet Aufstieg (auf Ski mit Fellen), Rot bedeutet Abfahrt (auf Ski ohne Felle), Gelb bedeutet Tragepassage, Gelb mit schwarzem Balken bedeutet Gefahr. Sind in gefährlichen Passagen (z. B. in Couloirs) Fixseile angebracht, muss in diesen Abschnitten immer mindestens ein Karabiner in das Seil eingehängt sein. Ski und Skistöcke sind in diesen Passagen fix am Rucksack zu befestigten.
Jeder Teilnehmer bzw. jede Teilnehmerin ist für die korrekte Routenfindung selbst verantwortlich. Die Rennleitung kann das Rennen jederzeit abbrechen (z. B. aufgrund von Witterungsverhältnissen). Den Streckenposten ist in diesem Falle unbedingt Folge zu leisten.

## Geschichte
Sich auf Ski zu bewegen entwickelte sich in prähistorischer Zeit, um in den Wintermonaten größere Strecken über verschneites, hügeliges und bergiges Gelände zu überwinden. Auf sehr alten Zeichnungen bewegen sich Figuren auf wahrscheinlich hölzernen Ski über den Schnee und in Gemälden aus dem Mittelalter werden Häute für schneebedeckte Aufstiege verwendet.

### Wettbewerbsdiskussionen im frühen Alpinismus
Um 1900 begann die Diskussion, ob Bergsteigen als Wettkampfsport betrieben werden kann, darf oder soll. Guido Lammer meldete sich 1910 in Einsendungen an die Redaktion der Zeitschrift Mitteilungen des Alpenvereins mit folgenden Zitaten zu Wort: „Die eigentümliche Form des sportlichen Kampfes (Mensch gegen Naturkraft) hat der Bergsport vor den meisten anderen Sportarten voraus. Die andere Form des Kampfes (Wettkampf zwischen verschiedenen Bergsteigern) ist durch die Natur des Bergsteigens völlig unmöglich, sie ist unalpin, nicht bergsportgemäß und daher schroff anzulehnen.“ „Jede Form von Wettkampfsport in den Bergen ist unbedingt zu verwerfen: In einem erhabenen Dome kann kein Preisboxen abgehalten werden“. Franz Nieberl sandte im selben Jahr folgenden Kommentar ein: „Das Bergsteigen zum Gegenstand des Wettbewerbs zu machen, wird abgelehnt“. Ausnahmslos stimmten alle Einsendungen darin überein, dass der Alpinismus frei bleiben muss von allem Wettkampf, insbesondere dem Wettklettern und Skibergsteigen im Aufstieg.

### Wettkampfskibergsteigen
Die Ursprünge des Wettkampfskibergsteigens geht auf die „Patrouille des Glaciers“ (PdG) zurück. Im Jahr 1943 sollte die Schweizer Truppe ihre Leistungsfähigkeit bei einem Patrouillenlauf unter Beweis stellen. Die Strecke zwischen Zermatt und Verbier, die einen wesentlichen Teil der Haute Route bildet, sollte an einem Stück bewältigt werden, eine Skihochtour, die damals normalerweise vier Tage in Anspruch nahm. Initiatoren waren die zwei Hauptleute Roger Bonvin, späterer Bundesrat, und Rodolphe Tissières, Nationalrat und späterer Gründer der Téléverbier SA. Im April 1943 wurde das Rennen erstmals ausgetragen. Bei der dritten Auflage der PdG im Frühjahr 1949 stürzte eine Militärpatrouille in eine Gletscherspalte auf dem Mont-Miné-Gletscher zwischen Zermatt und Arolla und wurde erst acht Tage später gefunden. Das Rennen wurde daraufhin verboten und das Verbot über 30 Jahre lang aufrechterhalten. Nach großen Anstrengungen, um jeden Teil des Hochgebirgsrennens zu sichern, wurde in der Nacht vom 5. zum 6. April 1984 die PdG wieder aufgenommen und 187 Patrouillen zu je drei Personen machten sich von Zermatt sowie Arolla auf den Weg nach Verbier. Ab 1986 war das Rennen auch für Frauenpatrouillen offen. Die PdG ist seither stetig gewachsen und hat im Jahr 2022 ihre maximale Größe erreicht.
Auch andere legendäre Rennen entstanden nach dem Zweiten Weltkrieg wie z. B. der Trofeo Mezzalama in Italien und in den Waadtländer Alpen die «Trophée du Muveran», einer der ersten Patrouillenläufe, die schon bei seiner ersten Durchführung 1948 für Zivilisten geöffnet waren. Jedes Land organisiert Skibergsteigenwettbewerbe entsprechend seinen Traditionen, d. h. in Italien z. B. die Gebirgs-Langlaufrennen und in der Schweiz die Patrouillenrennen. In den 1980er Jahren wurden in mehreren Alpenländern Skibergsteigenwettbewerbe ins Leben gerufen. Sie gaben den Impuls zur modernen Sportart. 1991 gründen passionierte Skibergsteigen-Rennläufer aus Frankreich, Italien, Spanien, Andorra, der Slowakei und der Schweiz das Comité International pour le Ski Alpinisme de Compétition (CISAC). Der erste Europacup und eine Europameisterschaft wurden auf Initiative des französischen Journalisten und Alpinisten Volodia Shashahani 1992 durchgeführt. Die ersten Weltmeisterschaften im Skimountaineering wurden 2002 in Frankreich ausgetragen.

### Gründung der ISMF
Bereits 1991 wurde in Barcelona die Vorgängerorganisation des heutigen IMSF gegründet, das Comité International pour le Ski Alpinisme de Compétition (CISAC). Um den Wettkampfsport im Skibergsteigen zu regeln und zu verwalten, wurde dann 1999 das International Council for Ski Mountaineering Competitions (ISMC) als internes Gremium der Union Internationale des Associations d’Alpinisme (UIAA) ins Leben gerufen. Es ersetzt das CISAC. Am 6. Oktober 2007 genehmigte die Generalversammlung der UIAA ihre neuen Statuten, in denen die Person des „Einheitsmitglieds“ eingeführt wurde. Diese Änderung hatte zur Folge, dass ein unabhängiger internationaler Wettkampfverband mit eigener Rechtspersönlichkeit gegründet werden musste, nämlich die International Ski Mountaineering Federation, ISMF. Die konstitutionelle Versammlung der ISMF-Mitglieder fand am 27. Februar 2008 in Champéry, Portes du Soleil, Schweiz, statt. Dort wurde auch beschlossen, die Skibergsteigerwettbewerbe weiterhin als internationaler Verband zu verwalten. Derzeit (Stand 2024) gibt es 38 Mitgliedsverbände in der ISMF.

### Nationalmannschaften in Deutschland, Österreich und der Schweiz
1999 entstand die Schweizer Nationalmannschaft Skitourenrennen. Seit 2001 betreibt der Deutsche Alpenverein (DAV) das Skibergsteigen auch als Leistungssport und stellt die deutsche Nationalmannschaft Skibergsteigen auf. Erst seit 2007, mit der Aufnahme des österreichischen Skibergsteigerverbandes ASKIMO in den ISMC, können österreichische Athleten im Rahmen des Österreichischen Nationalkaders im Wettkampf-Skibergsteigen an den internationalen Wettkämpfen teilnehmen. Seit 2017 ist Skibergsteigen in den Österreichischen Skiverband eingegliedert.

### Olympische Geschichte
Bereits zwischen 1924 und 1948 waren militärische Patrouillenläufe auf Skiern, also Skibergsteigen, olympisch, wurde dann aber aus dem Programm genommen. Das IOC verkündete im Juli 2017 die Aufnahme von Skimountaineering in das Programm der Olympischen Jugend-Winterspiele Lausanne 2020. Beim Debüt der Disziplin traten 44 Läuferinnen und Läufer in fünf Rennen an: Individual (Einzelwettkampf) der Damen und Herren, Sprint der Damen und Herren und eine Mixed-Staffel.
- Die Einzelwettbewerbe begannen mit einem Massenstart und führten über drei Anstiege und drei Abfahrten.
- Im Sprintwettbewerb fuhren die Skifahrer etwa 80 Meter entlang eines Parcours bergauf und anschließend wieder hinab, wofür sie etwa drei- bis vier Minuten benötigten.
- Der Mixed-Staffelwettbewerb wurde von elf Teams bestritten, in dem jedes Team aus zwei Frauen und zwei Männern bestand.

Bei den Männern gewannen Thomas Bussard (Schweiz) im Einzelwettbewerb und Rocco Baldini (Italien) im Sprint Gold, bei den Frauen Caroline Ulrich (Schweiz) im Einzel und Maria Costa Diez (Spanien) im Sprint. Im Mixed-Wettbewerb gewann die Schweizer Staffel mit Caroline Ulrich, Thomas Bussard, Thibe Deseyn und Robin Bussard.

## Olympische Winterspiele 2026
Im Sommer 2021 gab das IOC bekannt, dass Skibergsteigen bei den Olympischen Winterspielen 2026 in Mailand und Cortina d’Ampezzo erstmals nach 78 Jahren wieder in den Wettkampfkalender aufgenommen wird. Bei einem IOC-Treffen im Juni 2022 wurden drei Wettkämpfe angekündigt: Sprint der Männer und Frauen sowie eine Mixed-Staffel.

## Wichtige Wettkämpfe
Im Skibergsteigen werden Weltmeisterschaften, Europameisterschaften, Landesmeisterschaften und eine Vielzahl lokaler Rennen organisiert. Zu den größten internationalen Rennen in den Alpen gehören:
Patrouille des Glaciers: Zermatt – Verbier / Schweiz
Die „Patrouille des Glaciers“ ist das größte Rennen im Skibergsteigen weltweit. Das Rennen über eine Distanz von 57,5 km und 4386 Höhenmeter wird von der Schweizer Armee organisiert und findet alle zwei Jahre statt.
Trofeo Mezzalama: Breuil-Cervinia – Gressoney-La-Trinité / Italien
Die „Trofeo Mezzalama“ ist das höchste alpine Skimorennen der Welt. Es geht über 45 km mit 2.862 Höhenmeter im Aufstieg und 3.145 Höhenmetern in der Abfahrt. Dabei wird mehrmals die 4.000-Meter-Marke überschritten.
Pierra Menta / Frankreich
Die „Pierra Menta“ ist das größte und härteste Skimorennen Frankreichs. In dem Vier-Tage-Etappenrennen mit extremen Tragepassagen werden mehr als 10.000 Höhenmeter in Auf- und Abstieg überwunden. Die Strecke wird dazu jährlich an die aktuellen Schneebedingungen angepasst.
Mountain Attack – Skimarathon: Saalbach-Hinterglemm / Österreich
Der „Mountain Attack“ gehört zu den größten und härtesten Skimorennen Österreichs mit etwa 1100 Teilnehmern aus über 20 Nationen. Auf dem gut 40 km langen Lauf über sechs Gipfel werden 3.010 Höhenmeter mit extremen Anstiegen mit bis zu 70 Prozent überwunden.
Jennerstier: Nationalpark Berchtesgaden / Deutschland
Das „Jennerstier – Individual“ im Nationalpark Berchtesgaden ist zwar kurz, aber dennoch das anspruchsvollste Skimorennen in Deutschland. Auf dem 6 km langen Rundkurs mit 1.200 Höhenmetern müssen fünf Aufstiege, zwei Tragepassagen und fünf Abfahrten bewältigt werden. Der schnelle Wechsel zwischen Aufstieg, Abfahrt und Tragepassagen verlangt eine effiziente Technik.
Sellaronda Skimarathon: Wolkenstein / Italien
Der „Sellaronda Skimarathon“ beginnt nach Einbruch der Nacht mit einem Massenstart. Die etwa 42 km lange Strecke führt bei der Umrundung des Sellastocks über 2700 Höhenmeter und vier Dolomitenpässe: Sellapass, Pordoijoch, Campolongopass und Grödnerjoch.
La Grande Course bezeichnet eine Meisterschaft, die seit der Saison 2011 wichtige und prestigeträchtige Skimo-Rennen verbindet, nämlich Adamello Ski Raid (ITA), Patrouille des Glaciers (SUI), Pierra Menta (FRA), Tour du Rutor (ITA), Trofeo Mezzalama (ITA) und Ternua-Altitoy (FRA).

## Anmerkung
1. ↑  Die exakten ISMF Spezifikationen der Wettkampfdisziplinen finden sich hier auf den Seiten 67 bis 69.
2. ↑  Ein Beispiel für eine typische Sprintstrecke findet sich hier auf Seite 82
3. ↑  Die exakte ISMF Ausrüstungsliste findet sich hier auf Seite 94 und die Spezifikationen der Ausrüstung auf den Seiten 115 bis 120.